# Kathetostoma
Kathetostoma is een geslacht van straalvinnige vissen uit de familie van sterrenkijkers (Uranoscopidae). Het geslacht is voor het eerst wetenschappelijk beschreven in 1860 door Guenther.

## Soorten
- Kathetostoma albigutta Bean, 1892
- Kathetostoma averruncus Jordan & Bollman, 1890
- Kathetostoma canaster Gomon & Last, 1987
- Kathetostoma cubana Barbour, 1941
- Kathetostoma giganteum Haast, 1873
- Kathetostoma laeve (Bloch & Schneider, 1801)
- Kathetostoma nigrofasciatum Waite & McCulloch, 1915
- Kathetostoma binigrasella Gomon & Roberts, 2011
- Kathetostoma fluviatilis Hutton, 1872